# Bataille de Chariez (1674)
Guerre de Hollande
Batailles
- Groenlo (06-1672)
- Solebay (06-1672)
- Coevorden (06-1672)
- Nimègue(07-1672)
- Groningue (07-1672)
- Saint-Lothain (02-1673)
- Schooneveld (1re) (06-1673)
- Maastricht (06-1673)
- Schooneveld (2de) (06-1673)
- Texel (08-1673)
- Bonn (11-1673)
- Arcey (01-1674)
- Pesmes (02-1674)
- Gray (02-1674)
- Scey-sur-Saône (03-1674)
- Chariez (03-1674)
- Vesoul (03-1674)
- Arbois (03-1674)
- Orgelet (03-1674)
- Besançon (04-1674)
- Dole (05-1674)
- Sinsheim (06-1674)
- Salins (06-1674)
- Belle-Île (06-1674)
- Lure (07-1674)
- Faucogney (07-1674)
- Sainte-Anne (07-1674)
- Fort-Royal (07-1674)
- Seneffe (08-1674)
- Entzheim (10-1674)
- Mulhouse (12-1674)
- Turckheim (01-1675)
- Stromboli (02-1675)
- Fehrbellin (06-1675)
- Salzbach
- Consarbrück
- Alicudi
- Agosta
- Palerme
- Maastricht
- Philippsburg
- Valenciennes
- Cambrai
- Saint-Omer
- Tobago
- La Peene (Cassel)
- Ypres
- Rheinfelden (07-1678)
- Saint-Denis

La bataille de Chariez est une bataille mineure de la guerre de Hollande qui eut lieu pour la prise du pont sur le Durgeon près de Chariez, le 3 mars 1674. Cette bataille qui est menée dans le cadre de la deuxième conquête de la Franche-Comté, est un prélude au siège de Vesoul le lendemain. Elle opposa les Français de l'armée du duc de Navailles à la garnison de Vesoul commandée par Macon d'Esboz .

## Contexte
L'événement se déroule en pleine guerre de Hollande (1672-1678). Louis XIV attaque toute la Franche-Comté alors sous domination espagnole.
Après que la ville de Gray a été prise, le duc de Navailles divise son armée en deux et en envoie une pour assiéger Vesoul. Cette armée est composée de régiments de cavalerie, dirigés par le duc de La Feuillade et le marquis de Listenois. À cette époque, le commandant de la place de Vesoul est le capitaine Claude François de Mâcon d'Esboz. Apprenant l'arrivée prochaine des Français, ce dernier décide d'aller au devant des avant-gardes ennemies et de les contenir sur la Saône ou le Durgeon pour pallier le déséquilibre des forces en sa défaveur. Il sort le 1er mars de la place de Vesoul et est rejoint par une compagnie de 200 hommes du régiment de Saint-Mauris commandée par Gérard de Rosières de Sorans. À Chemilly, ses éclaireurs lui apprennent que les Français sont entrés dans Scey-sur-Saône. Un détachement d'environ 500 hommes, commandé par Jean-Jacques de Chantrans, y est présent et isolé du reste de son armée. Au soir du 1er mars, les Comtois gagnent les hauteurs qui dominent Scey-sur-Saône sans être vus des Français. Durant toute la journée du 2 mars se livre un combat au résultat indécis avec de lourdes pertes des deux côtés. Les Comtois parviennent à entrer dans la ville, mais sont refoulés. Les Français les contre-attaquent, mais sont également refoulés. Le lendemain, avec l'approche de nouvelles troupes françaises, la position n'est plus tenable : les Comtois décident de se replier.

## La bataille
Mâcon d'Esboz est toujours décidé à résister sur un cours d'eau afin de bloquer la progression française. Il choisit d'abord Chemilly, mais les Français y sont déjà. Ça sera alors Chariez, avec son pont sur le Durgeon, passage obligé sur la route de Vesoul. Il s'établit en positon défensive et reçoit une renfort de quelques dizaines d'hommes commandés par le capitaine jurassien Jean de la Chaux.
Rapidement, un régiment de cavalerie presque au complet arrive, commandé par le marquis de Listenois. Pendant 6 heures, avec l'appui de leur canon, les Comtois tiennent tête aux Français, qui ne parviendront pas à passer malgré les attaques successives. C'est une victoire tactique mais un échec stratégique, car les Français parviennent à trouver, un peu plus tard, un gué pour passer, d'où l’arrêt des combats : la route de Vesoul est désormais ouverte malgré les efforts des Comtois. Ils ont néanmoins obtenu un jour de répit supplémentaire à la ville de Vesoul. On compte 37 morts dans les rangs comtois.
En fin de journée va se produire un événement singulier : par crainte de représailles, les habitants de Chariez exigent le départ des Comtois, qui vont alors se replier sur Vaivre, puis le lendemain sur Vesoul, à présent directement menacée.

## Conséquences
Excepté un jour de gagné, la bataille n'aura pas d'autre incidence sur le cours de la guerre, qui évolue irrémédiablement en faveur des Français. Mâcon d'Esboz n'a pas réussi à bloquer la progression française comme il l'avait souhaité.
Chariez, qui échappera encore quelques semaines à la domination française, subira des représailles à la suite de la résistance comtoise ce jour-là. Le 18 mai 1674, la garnison française de Vesoul sort contre Chariez pour soumettre le village, qui va refuser de coopérer avec ses occupants. Des heurts éclateront, causant la mort de 5 militaires et 10 villageois.